# Jever
Pour l’article homonyme, voir Jever (bière).

Localisation de la commune dans l'arrondissement de Frise

Jever [ˈjeːfɐ], chef-lieu de l’arrondissement de Frise en Basse-Saxe (Allemagne), ancien port médiéval de la mer du Nord, est aujourd'hui une ville touristique agréée par l'État, la fonction portuaire ayant été reprise au XIXe siècle par Wilhelmshaven. Surtout connue par la bière de même nom, de réputation internationale, Jever est parfois désignée comme Marienstadt, nom qui renvoie à Marie de Jever, la dernière dame de Jever, qui octroya en 1536 une charte aux bourgeois.

## Géographie

### Localisation
Jever est la capitale du Jeverland, qui est la partie nord-est de la presqu'île de Frise-orientale. La ville s'est édifiée non loin des côtes saxonnes de la mer du Nord, 15 km à l’ouest de Wilhelmshaven et de la rade de la Jade. Au nord, Jever est frontalière de la commune de Wangerland, à l'est et au sud de la ville de Schortens, et à l'ouest de la ville de Wittmund. Au sud-ouest, Jever a une frontière commune avec Friedeburg, en Frise-Orientale.

### Structure urbaine
Depuis la fusion des communes de 1972, la ville comprend le noyau historique de Jever, auquel dès 1844 le faubourg de Vorstadt fut agrégé, ainsi que les faubourgs de Moorwarfen, Rahrdum, Cleverns, Sandel et Sandelermöns.

### Géologie

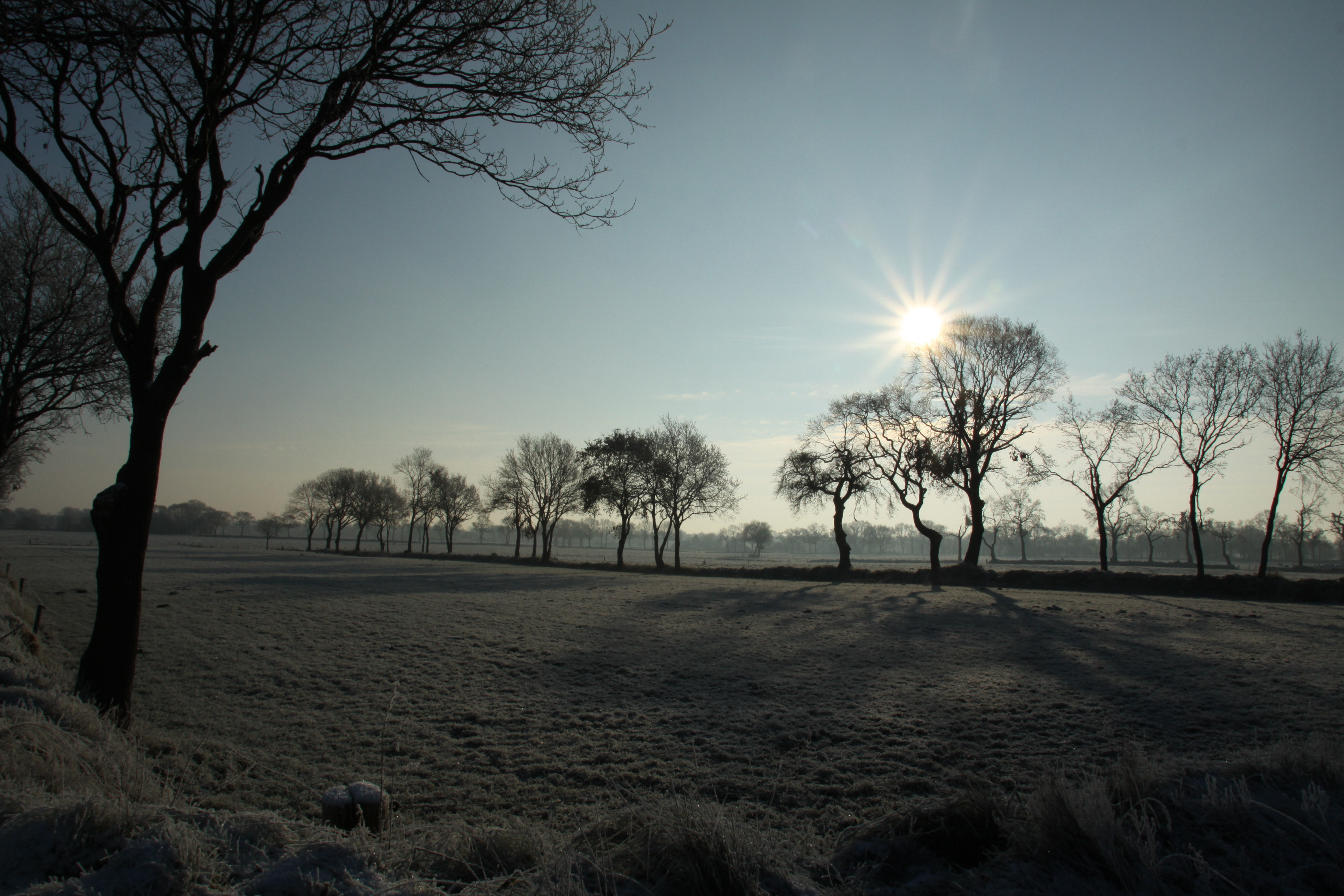
Paysage de Geest avec les haies bocagères caractéristiques.

La ville s'étend sur un isthme bocager profondément avancé à l'intérieur des marécages des geest d’Oldenbourg-Frise orientale, s'étageant 7 à 8 m au-dessus de la plaine marécageuse du Wangerland. Cet exhaussement s'est formé par les dépôts sableux des glaciations. Le faubourg de Clevern offre un paysage de bocage typique du Geest, avec ses talus pittoresques. Aux confins de Jever et Schortens, on trouve des tourbières qui sont aujourd'hui des zones naturelles protégées.

### Hydrographie
Jever est ceinturée de quelques chenaux interconnectés, tels le chenal de Moorland à l'est, le chenal des moulins (Mühlentief) à l'ouest, les chenaux de Tettens et de Hooksiel au nord. Ces fossés servent principalement au drainage des prairies basses abritées par la digue. Le chenal de Hooksiel se décharge par le déversoir de Hooksiel dans la mer du Nord. Il y a en outre en ville le lac de Moorwarfen, un ancien lac de plaisance d'une superficie de 17 ha, contient un biotope précieux et d'excellentes eaux de pêche., géré désormais par l'association Angelverein-Jever e.V..

### Climat
Jever est dans la zone tempérée, sous influence directe de la mer du Nord. L’été, les températures de jour sont ordinairement plus faibles, et l’hiver moins froides que dans l'arrière-pays. Le climat est, dans l'ensemble, dominé par la zone des alizés d'Europe centrale.
D'après la classification de Köppen, Jever se rattache à la zone Cfb. C désigne un climat tempéré chaud, Cf un climat humide, avec des étés tempérés (b).
La station météorologique la plus proche est celle de Hooksiel située à 13 km.

## Histoire

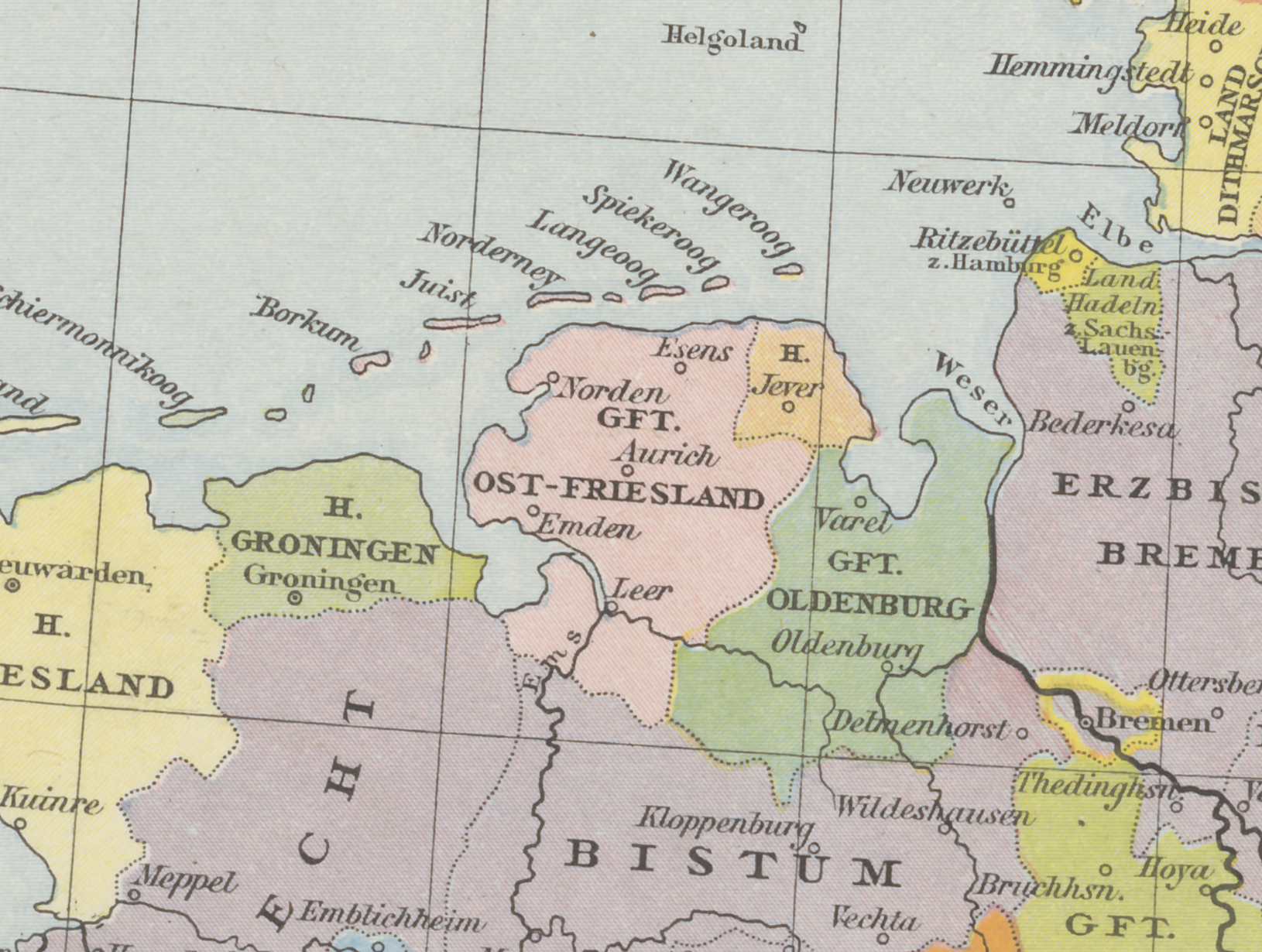
La seigneurie de Jever vers 1500

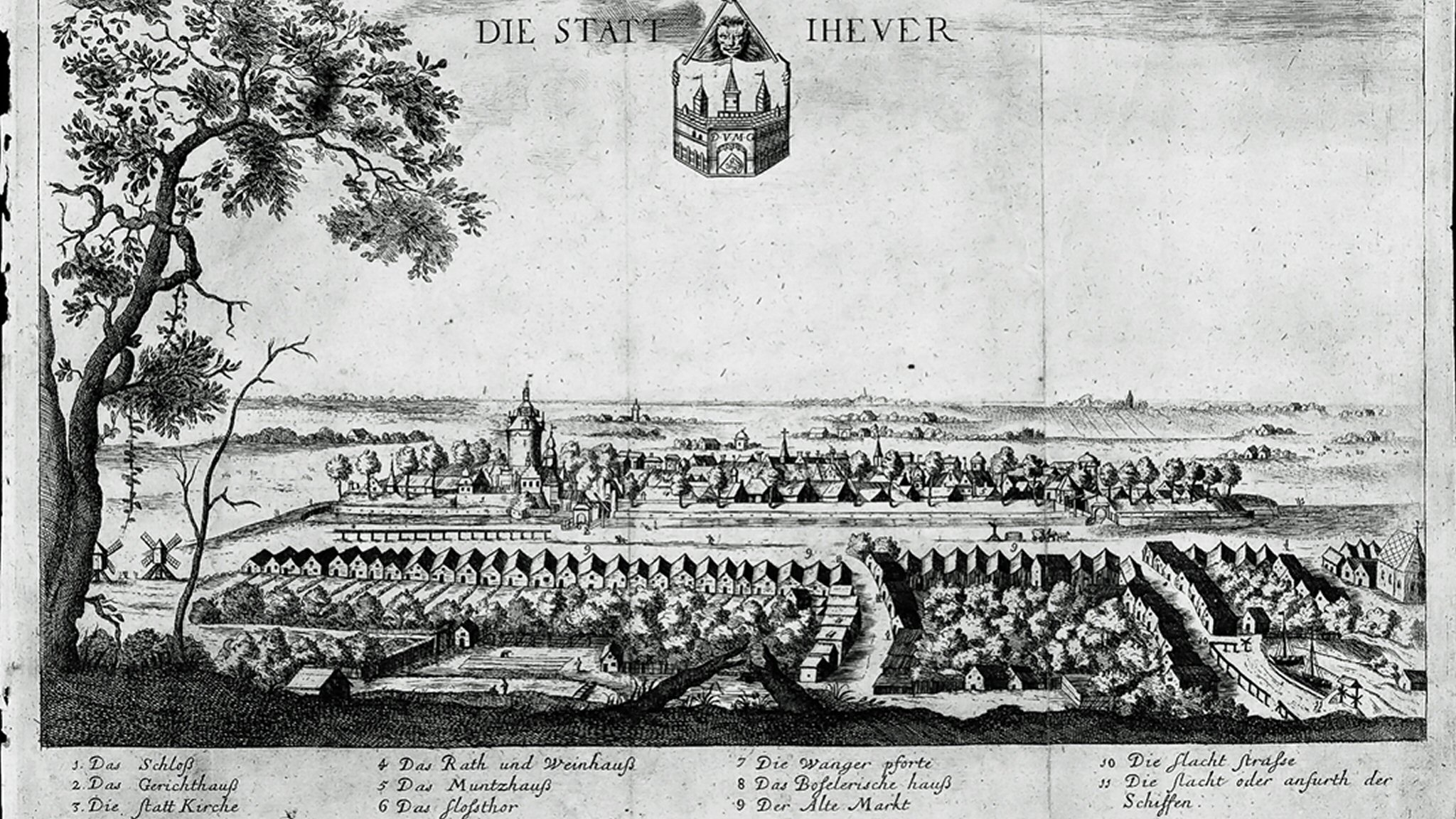
Jever en 1651 - on voit en bas à droite le port de Jever : la Schlachte.

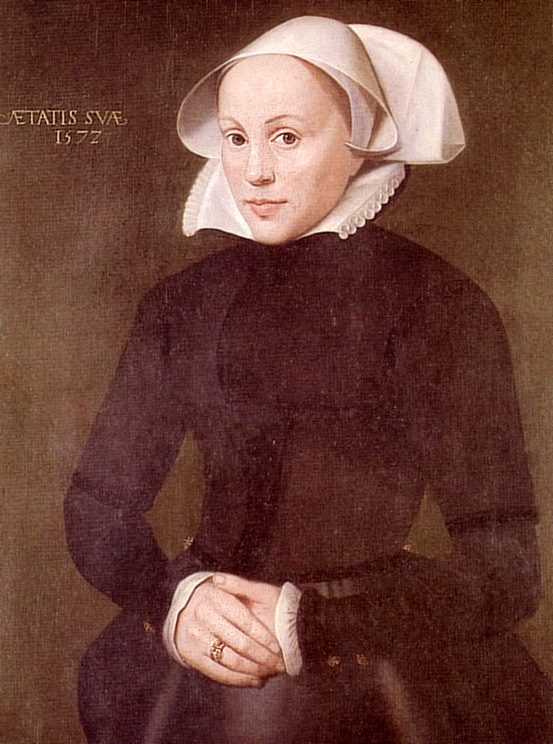
Portrait de Marie de Jever (1572).

De nombreux vestiges archéologiques indiquent une colonisation très ancienne de la région de Jever par l'homme : entre autres un dolmen dans les environs de Nobiskrug-bei-Upjever, demeuré intact jusqu'en 1880 et qu'on fit exploser à la fin du XIXe siècle parce qu'il faisait obstacle aux demandes des agriculteurs. Cette tombe, ainsi que quelques objets (par exemple le poignard en silex d’Addernhausen et la faucille de silex de Mennhausen) témoignent d'un habitat néolithique en Jeverland. De nombreux autres vestiges mobiliers ou d'habitat montrent que la région a été habitée à plusieurs reprises aux siècles postérieurs : une pointe de lance en bronze (site de Möns), un manche de hache (site de Grappermöns) et de nombreux tessons d'urnes (champs d'urnes de Gottels et de Jever), remontant au VIe siècle av. J.-C.
À l'aube du Ier millénaire, le Jeverland aurait été (selon les chercheurs) le pays des Chauques. À la fin des Grandes invasions, le maître du pays est un prince dane dénommé Hariold. Celui-ci se fait baptiser et obtient ainsi, le comté de Rüstringen (dont Jever était alors la capitale), devenant le vassal de Louis le Pieux. La Chanson de Gudrun, une épopée du IXe siècle chante la Frise des princes Danes et le poète Horand, qui parcourut « Givers » (sans doute la première mention écrite de Jever) au milieu des sables. Le nom de la ville réapparaît dans les sources en 1158 sous la forme latinisée de Geveræ, d'un toponyme bas-allemand, sans doute « Geveren » ou « Gaveren » (« sauleraie », ou peut être, au sens figuré, « assemblée du „Thing »).
Les spécimens de monnaie de Jever retrouvés dans le golfe de Finlande et la vallée de la Warthe montrent l'importance de cette ville pour le commerce des rives sud de la Baltique. Aux Xe et XIe siècles, Jever était encore un port maritime et possédait des chenaux d'accès à l’estuaire de la Harle et le golfe de la Jade. Il est vrai que les courants marins ensablèrent les chenaux peu à peu, et par la suite des endiguements firent définitivement de Jever une ville de l'arrière-pays ; elle n'en conservait pas moins son importance en tant que carrefour commercial et terminus d’une importante route commerciale. Par le chenal de Hooksiel, les quais de la Schlachte demeuraient accessibles aux grosses barques. Enfin en 1546 Hooksiel devint le débouché maritime de Jever. Avec la construction de chaussées permanentes reliant Jever à Hooksiel, la navigation perdit pour la ville de son importance et le port tomba en déshérence. Aujourd'hui, seul un terrain de jeux en forme de darse portuaire rappelle cet ancien port de la Schlachte.
Désormais, les seigneurs du Jeverland seront les ducs de Saxe et à leur suite les Guelfes hanovriens. C'est au plus tard vers la fin du XIIe siècle que Jever passe sous la domination des princes d’Oldenbourg. Un écrit adressé entre 1271 et 1285 par les bourgeois d’Œstringen à Philippe le Hardi laisse entrevoir une forme primitive de démocratisation du pays vers cette époque, dans la mesure où ils ne sont sujets d'aucun prince, et où ils élisent librement leurs juges et échevins (autonomie des Frisons).
Dès 1347, les habitants de Jever sont couramment qualifiés de bourgeois dans les actes officiels. Vers 1400, ils entretiennent des relations commerciales étroites avec les Frères des victuailles. Les représentants les plus connus de cette piraterie de la mer du Nord, qui s'appelaient volontiers Likedeeler (litt. « ceux qui se partagent équitablement [le butin] »), furent Klaus Störtebeker et Gödeke Michels.
Le dernier prévôt du Jeverland fut Edo Wiemken, qui fit achever en 1505 la construction du château et dont la sépulture se trouve dans la cathédrale. Dans l'intérim qui suivit, Jever passa aux mains du comte de Frise-orientale Edzard le Grand. Marie de Jever, la fille d’Edo Wiemkens, parvint cependant à rétablir l'autonomie de la ville. Sous sa régence, Jever reçut officiellement une charte en 1536 et s’appelle depuis aussi en hommage à sa bienfaitrice « Marienstadt ».
À la mort de Marie, la seigneurie de Jever fut annexée en 1575 à la principauté d’Oldenbourg. puis en 1667 à celle d’Anhalt-Zerbst. Comme selon la loi successorale d'Anhalt-Zerbst, seuls les descendants mâles pouvaient hériter, à la mort du dernier prince de la lignée de Zerbst, en 1793, le pays de Jever aurait dû être partagé entre les différents héritiers de cette maison princière. Mais compte tenu de son statut particulier (terre transmise par les femmes, ou Kunkellehen dans la terminologie juridique du Saint-Empire), Jever passa à la plus proche parente du dernier prince (à savoir sa sœur), la tsarine de Russie Catherine II. Ainsi cette ville de Frise vint à être « gouvernée depuis la Russie », et devait demeurer terre russe jusqu'à l'invasion française en 1807. Au terme du traité de Tilsit, toute la Frise-Orientale fut annexée au Royaume de Hollande, avant d'être intégrée (avec toute la Hollande, d'ailleurs) en 1810 à l'empire français ; elle demeura sous administration française jusqu'en 1813. Le Congrès de Vienne réintégra Jever à l'empire russe, qui le céda en 1818 au grand-duché d'Oldenbourg.
En 1844, Jever reçut une nouvelle charte, puis bénéficia à partir du 1er mai 1856 du droit de cité de 1re classe (équivalent au statut allemand actuel de kreisfreien Stadt).
La ville fut connectée au réseau de chemin de fer en 1871 par la ville de Sande. Deux ans plus tard, la ligne était prolongée vers Wittmund. En 1881, une ligne ferroviaire desservait Wittmund, Esens et Dornum vers  Norden, et en 1888 un embranchement desservait Carolinensiel. La gare de Jever a conservé son aspect primitif ; elle comportait à l'époque wilhelmienne une salle d'attente à l'usage exclusif du grand-duc d’Oldenbourg.
La voirie connut un développement soutenu tout au long du XIXe siècle : en 1836, la route de Sande à Jever devenait la première chaussée pavée du pays ; elle devait par la suite être prolongée jusqu'à la frontière avec le grand-duché d'Oldenbourg en direction de Wittmund. Au début des années 1850, le grand-duc dit construire une chaussée d'État reliant Jever à Oldorf et Hohenkirchen. Un peu plus tard encore, une nouvelle route pavée reliait Jever à Waddewarden puis, par Federwarden et Heppens, au nouveau port de guerre de Wilhelmshaven.
Au terme de la Première Guerre mondiale, le climat politique de la ville, jusque-là volontiers libéral, se modifia profondément à l'instigation d'un professeur de lycée, Oskar Hempel, militant völkisch : son antisémitisme foncier exerça une influence profonde et durable auprès des couches aisées de la cité. En 1920, il fondait l'antenne locale du parti raciste et antisémite, Deutschvölkischer Schutz- und Trutzbund, qui sera interdit dès le 6 juillet suivant dans l’État libre d'Oldenbourg. Ses 34 adhérents étaient presque exclusivement des notables de Jever : des fonctionnaires, le directeur du lycée et un professeur du lycée Marie. Il n'est pas jusqu'à l’hebdomadaire Jeversches Wochenblatt, naguère de ligne libérale, qui ne se mît avec son rédacteur en chef, Friedrich Lange, au service du mouvement völkisch. Le parti se présenta sous l'étiquette Bloc Völkisch-socialiste aux élections au Reichstag de 1924. Ce dernier mouvement, qui sous la monarchie culminait à 6,6 % des voix, obtint cette fois dans le Jeverland 22,6 %. Et si lors des élections au Reichstag de 1928 le parti nazi connut un relatif échec avec seulement 10,9 % dans le Jeverland, il remportait déjà 44,8 % des suffrages aux élections au Reichstag de 1930. Les élections municipales de 1930 donnèrent à Jever un tiers des sièges de conseillers aux nazis, et de fait la présidence de l'agglomération, tandis que les partis traditionnels supportés par les syndicats et les agriculteurs n'obtenaient plus qu'un score insignifiant : seuls les sociaux-démocrates et les communistes tiraient leur épingle du jeu avec environ 25 % des voix chacun. Lors des élections au parlement régional d'Oldenbourg, en 1931, les nazis obtinrent plus de 55 % des suffrages, puis lors du scrutin de 1931 exactement 64 % pour toute la région. À Jever même, 57,2 % des électeurs avaient opté pour les nazis, ce qui incita Adolf Hitler à s'y produire : le 12 mai 1931, il prononça un discours dans le hall de l’agriculture devant 4 000 auditeurs enthousiastes. Un an plus tard, c'était au tour de Joseph Goebbels de visiter la Marienstadt et de tenir un meeting dans la salle bondée de Schützenhof. Aux élections au Reichstag de 1933, les nazis obtinrent 60,1 % des voix, et le Deutschnationale Volkspartei 12,6 % : ainsi, 73 % des électeurs de Jever se montrèrent favorable au Troisième Reich, tandis que la moyenne en Allemagne était de 52 %.
Dans le cadre de la réforme administrative d’Oldenbourg en 1933, le bailliage de Jever fusionna avec la plus grande partie du bailliage de Varel pour former le bailliage de Frise. Le 1er janvier 1939, la région obtenait son appellation actuelle d’« arrondissement de Frise », toujours rattaché au Land d’Oldenbourg, lequel ne devint le Land de Basse-Saxe qu'en 1946.
Dans les dernières semaines de la Deuxième Guerre mondiale, la direction du parti nazi voulut, malgré la situation militaire désespérée de l'Allemagne, défendre à outrance Jever contre l'armée alliée. Alors le 3 mai 1945, 2 000 habitants se rassemblèrent devant le château pour protester contre l'inepte tentative de résister aux Américains. Quelques citoyens courageux allèrent jusqu'à hisser le drapeau blanc sur la tour du château, désarmèrent les partisans nazis et ainsi mirent un terme à cette résistance absurde. Une plaque commémorative en bronze apposée sur le mur du château à l'occasion des 50 ans de l'armistice de 1945 commémore ces événements.
Lors de la fusion des communes de 1972, les communes rurales de Cleverns/Sandel furent annexées à la commune de Jever.
Le 1er août 1977, une réforme d'arrondissement entraîna la recomposition de l’arrondissement de Frise. Les communes de Bockhorn et Zetel, ainsi que la ville de Varel furent intégrées à l’arrondissement d'Ammerland. La ville de Jever et les communes de Sande, Schortens, Wangerland et Wangerooge furent  rattachées à l’arrondissement de Wittmund, dépendant lui-même de l'Arrondissement de Frise. Jever perdit sa fonction de centre administratif, le nouveau chef-lieu d'arrondissement étant Wittmund.
À la suite de diverses réclamations présentées devant la Cour constitutionnelle de Basse-Saxe de Bückeburg, cette réforme d'arrondissement dut reconnue en partie inconstitutionnelle et des mesures correctives de la loi furent exigées du Landtag de Basse-Saxe à propos des arrondissements d'Ammerland/Frise. Le 1er janvier 1980, les rectifications  administratives entraient en vigueur, restituant aux arrondissements de Frise/Wittmund et d’Ammerland, Friese et Wittmund leur organisation antérieure : Jever demeure depuis le chef-lieu de l'arrondissement.
En 2008, un groupe d’investisseurs privé a proposé la reconstruction d'un nouveau centre-ville (Altstadtquartier) pour Jever : elle concernait le quartier historique, compris entre la grande et la petite rue Wasserpfort d'une part, la rue Sainte-Anne et la Steinstraße d'autre part. Il est prévu, une fois rasés les anciennes maisons, de construire des logements, un supermarché et une maison d'accueil de personnes âgées. La pierre angulaire de ce projet est la réalisation d'un parking suffisamment grand pour le centre-ville, ce qui suppose la réalisation d'un parking souterrain sous le quartier de l’Altstadt. Avec l'approbation des habitants, les premiers déblaiements d'urgence ont commencé en 2010. En 2011, le projet du « Quartier Ste Anne » a débuté par les premières excavations.
Toujours en 2011, Jever a fêté le jubilé des 475 années de l'octroi de sa charte (1536).

## Personnalités
- Le médecin, botaniste et zoologiste Paul Heinrich Gerhard Möhring (1710-1972) est né et mort à Jever.
- L'explorateur Ulrich Jasper Seetzen (1767–1811) est né à Jever.
- Le général Étienne Jacques Travers (1765-1827), baron de Jever.
- L'homme politique Bernd Theilen (1945-), y est né.

## Jumelages
- Zerbst (Allemagne) depuis 1990
- Cullera (Espagne) depuis 1998